# ميودراغ جيسيتش
ميودراغ جيسيتش (بالصربية: Миодраг Јешић) وُلد في 30 نوفمبر 1958 وتوفي في 8 ديسمبر 2022، هو لاعب كرة قدم ومدرب صربي.

## المسيرة كلاعب
وُلد ميودراغ في بلدة أوسيچنيتسا، ولعب مع نادي بارتيزان بين عامي 1974 و1985، وشارك في 342 مباراة وسجل 81 هدفًا في جميع المسابقات.
في الفترة من 1985 إلى 1989، مثّل نادي ألطاي التركي، حيث خاض 136 مباراة وسجل 29 هدفًا، ثم انتقل إلى نادي طرابزون سبور في موسم 1989–1990، ولعب 37 مباراة وسجل 9 أهداف. لم يكن محبوبًا بين جماهير فنربخشة، إذ اعتُبر مسؤولًا عن إصابة اللاعب رِضوان ديلمن خلال مباراة في الدوري عام 1990، وهي إصابة خضع بسببها لـ16 عملية جراحية، ولم يتعافَ منها أبدًا، واضطر للاعتزال في عام 1995. كما حصل ميودراغ على عدد قياسي من البطاقات خلال فترة لعبه في الدوري التركي الممتاز، واتُّهم من قِبل البعض بالتسبب في إصابات متعددة للاعبين، مما أكسبه لقب "ميودراغ الجزار" (Kasap Yeşiç).
على المستوى الدولي، لعب مع منتخب يوغوسلافيا 8 مباريات وسجل هدفين.

## المسيرة التدريبية
بدأ ميودراغ مسيرته التدريبية مع نادي أوبليتش عام 1994، وقاده إلى الدوري الممتاز. ثم درّب عددًا من الأندية الصربية، منها أو إف كيه بلغراد ونادي بارتيزان، الذي سجّل تحت قيادته 111 هدفًا في موسم واحد، وهو رقم قياسي في تاريخ النادي. كما حقق انتصارات على ناديي فلورا (6–0، 4–1) ورييكا (3–1، 3–0) في تصفيات دوري أبطال أوروبا.
بعد تدريبه لنادي الصفاقسي التونسي بين 2000 و2001، وفوزه معه بالبطولة العربية، انتقل لتدريب نادي ألطاي التركي في 2002، ثم انتقل إلى بلغاريا لتدريب سلافيا صوفيا، ومن بعدها درّب نادي بيجاه جيلان الإيراني، ثم تولى تدريب نادي سسكا صوفيا، وحقق معه لقب الدوري البلغاري، كما سجل فوزًا على ليفربول في تصفيات دوري الأبطال، وأقصى باير ليفركوزن من كأس الاتحاد الأوروبي. تم اختياره أفضل مدرب لموسم 2004–2005 من قبل صحيفة رياضية بلغارية.
في مايو 2006، عاد لتدريب نادي بارتيزان، لكنه غادر في يناير 2007 بعد نتائج غير مرضية. ثم تولى تدريب ليتكس لوفِتش وحقق معهم كأس بلغاريا.
في يونيو 2008، تولى تدريب نادي أوتوبيني في الدوري الروماني، لكنه أقيل في أغسطس من العام نفسه بعد سلسلة هزائم. ثم درّب نادي بودوچنوست في الجبل الأسود لمدة عام.
في يوليو 2009، وقّع عقدًا مع نادي الاتحاد الليبي، وفي 22 سبتمبر من نفس العام فاز بكأس السوبر الليبي بعد الانتصار على الترسانة 3–2.
في 16 يونيو 2010، تولى تدريب نادي تشانغشا جيندي الصيني. وفي 19 يونيو 2011، تولى تدريب نادي شهرداري تبريز الإيراني، لكنه أُقيل في 24 ديسمبر 2011.
في 24 يونيو 2012، عُيّن مدرب لنادي نجران السعودي، ثم عاد في يناير 2013 لتدريب نادي سسكا صوفيا، لكنه أُقيل في 11 مارس من نفس العام بعد مباراتين فقط.
في أواخر 2013، كان قريبًا من تولي تدريب نادي فانكوفر وايتكابس الكندي، لكنه لم يُعيَّن.
في 31 مارس 2014، عُيّن مدرب لنادي ليتكس لوفِتش من جديد.
في 14 يونيو 2017، عُيّن مدرب لنادي الاتفاق السعودي، لكنه أُقيل في 10 ديسمبر من نفس العام.
في 31 أغسطس 2019، عيّنه نادي الإسماعيلي المصري مدرب للفريق الأول خلفًا لمحمود جابر.
في 7 يوليو 2022، عُيّن مدرب لنادي الشعلة السعودي، لكنه أُقيل في 29 سبتمبر بعد خمس مباريات فقط.

## حياته الشخصية ووفاته
كان ميودراغ متزوجًا من إيرينا وله منها ابنة تُدعى تارا. في عام 2001، خلال تدريبه لنادي الصفاقسي، فقد ابنته ييلينا في حادث سير عن عمر 19 عامًا. توفي ميودراغ عن عمر يناهز 64 عامًا في 8 ديسمبر 2022، إثر حادث سيارة قرب بلدة روما في صربيا.